# Taminco
Taminco of The Amine Company is een Belgisch chemisch bedrijf met vestigingen in België, Duitsland, de Verenigde Staten, Brazilië en China. Daarnaast heeft Taminco verkooppunten in 17 landen en telt 790 medewerkers. De hoofdzetel is gevestigd in de Gentse Pantserschipstraat. Taminco is ontstaan uit de afsplitsing van het Belgische farmaciebedrijf UCB in 2003. Het kwam eerst in handen van het Nederlandse AlpInvest Partners, vervolgens werd het in 2007 eigendom van de investeringsmaatschappij CVC Capital Partners en in december 2011 werd het opgekocht door het Amerikaanse investeringsfonds Apollo Global Management voor € 1,2 miljard.
In 2010 werd Taminco verkozen tot Onderneming van het Jaar, een organisatie van Ernst & Young.
In december 2014 werd Taminco overgenomen door de Amerikaanse multinational Eastman Chemical Company voor 2,8 miljard dollar, inclusief schulden.

## Bouwstenen
Taminco is in korte tijd uitgegroeid tot 's werelds grootste producent van alkylamines en afgeleide producten.
Deze alkylamines en derivaten leveren belangrijke bouwstenen voor verschillende industrieën zoals de agrochemie, veevoederadditieven, gewasbescherming, waterbehandeling, surfactanten (voor o.a. detergenten), olie- en gasbehandeling, insecticiden, farmacie, verfindustrie en verschillende gespecialiseerde chemicaliën.

## Cijfers 2010
Bedrijfsopbrengsten: € 715 miljoen (+ 22% t.o.v. 2009) 

Ebitda: € 159 miljoen (+ € 20 miljoen of 14% t.o.v. 2009) 

Operationele winst: € 101 miljoen (+ € 22 miljoen of 28% t.o.v. 2009)